# Fahamedul Islam
Fahamedul Islam (in bengali ফাহমিদুল ইসলাম; Feni, 30 giugno 2006) è un calciatore bangladese, centrocampista dell'Olbia e della nazionale bangladese.

## Carriera

### Club
Cresciuto nei settori giovanili di Spezia e Sampdoria, nel 2024 ha firmato un contratto con il Ligorna dove ha debuttato in Serie D il 15 settembre nell'incontro vinto 1-0 contro la Vogherese; il 18 ottobre seguente dopo complessive 6 presenze è stato acquistato dal Livorno, altro club della medesima categoria, dove ha giocato 2 partite rimanendo in rosa fino al febbraio del 2025 quando ha cambiato nuovamente maglia accasandosi ai sardi dell'Olbia, a loro volta militanti in Serie D, con i quali ha giocato 4 partite di campionato.

### Nazionale
Il 20 febbraio 2025 ha ricevuto la prima convocazione da parte della nazionale bangladese, con cui ha esordito il 4 giugno successivo nell'amichevole vinta 2-0 contro il Bhutan.

## Statistiche

### Presenze e reti nei club
Statistiche aggiornate al 10 giugno 2025.
| Stagione            | Squadra         | Campionato      | Campionato | Campionato | Coppe nazionali | Coppe nazionali | Coppe nazionali | Coppe continentali | Coppe continentali | Coppe continentali | Altre coppe | Altre coppe | Altre coppe | Totale | Totale | Totale |
| Stagione            | Squadra         | Comp            | Pres       | Reti       | Comp            | Pres            | Reti            | Comp               | Pres               | Reti               | Comp        | Pres        | Reti        | Pres   | Reti   |        |
| ------------------- | --------------- | --------------- | ---------- | ---------- | --------------- | --------------- | --------------- | ------------------ | ------------------ | ------------------ | ----------- | ----------- | ----------- | ------ | ------ | ------ |
| ago.-ott. 2024      | Ligorna         | D               | 6          | 0          | CI-D            | 0               | 0               | -                  | -                  | -                  | -           | -           | -           | 6      | 0      |        |
| ott. 2024-feb. 2025 | Livorno         | D               | 2          | 0          | CI-D            | 0               | 0               | -                  | -                  | -                  | -           | -           | -           | 2      | 0      |        |
| feb.-giu. 2025      | Olbia           | D               | 4          | 0          | CI-D            | -               | -               | -                  | -                  | -                  | -           | -           | -           | 4      | 0      |        |
| Totale carriera     | Totale carriera | Totale carriera | 12         | 0          |                 | 0               | 0               |                    | -                  | -                  |             | -           | -           | 12     | 0      |        |

### Cronologia presenze e reti in nazionale
| Cronologia completa delle presenze e delle reti in nazionale ― Bangladesh | Cronologia completa delle presenze e delle reti in nazionale ― Bangladesh | Cronologia completa delle presenze e delle reti in nazionale ― Bangladesh | Cronologia completa delle presenze e delle reti in nazionale ― Bangladesh | Cronologia completa delle presenze e delle reti in nazionale ― Bangladesh | Cronologia completa delle presenze e delle reti in nazionale ― Bangladesh | Cronologia completa delle presenze e delle reti in nazionale ― Bangladesh | Cronologia completa delle presenze e delle reti in nazionale ― Bangladesh |
| Data                                                                      | Città                                                                     | In casa                                                                   | Risultato                                                                 | Ospiti                                                                    | Competizione                                                              | Reti                                                                      | Note                                                                      |
| ------------------------------------------------------------------------- | ------------------------------------------------------------------------- | ------------------------------------------------------------------------- | ------------------------------------------------------------------------- | ------------------------------------------------------------------------- | ------------------------------------------------------------------------- | ------------------------------------------------------------------------- | ------------------------------------------------------------------------- |
| 4-6-2025                                                                  | Dacca                                                                     | Bangladesh                                                                | 2 – 0                                                                     | Bhutan                                                                    | Amichevole                                                                | -                                                                         | 60’                                                                       |
| 10-6-2025                                                                 | Dacca                                                                     | Bangladesh                                                                | 1 – 2                                                                     | Singapore                                                                 | Qual. Coppa d'Asia 2027                                                   | -                                                                         | 59’                                                                       |
| Totale                                                                    |                                                                           | Presenze                                                                  | 2                                                                         |                                                                           | Reti                                                                      | 0                                                                         |                                                                           |